# 莫里斯酒店

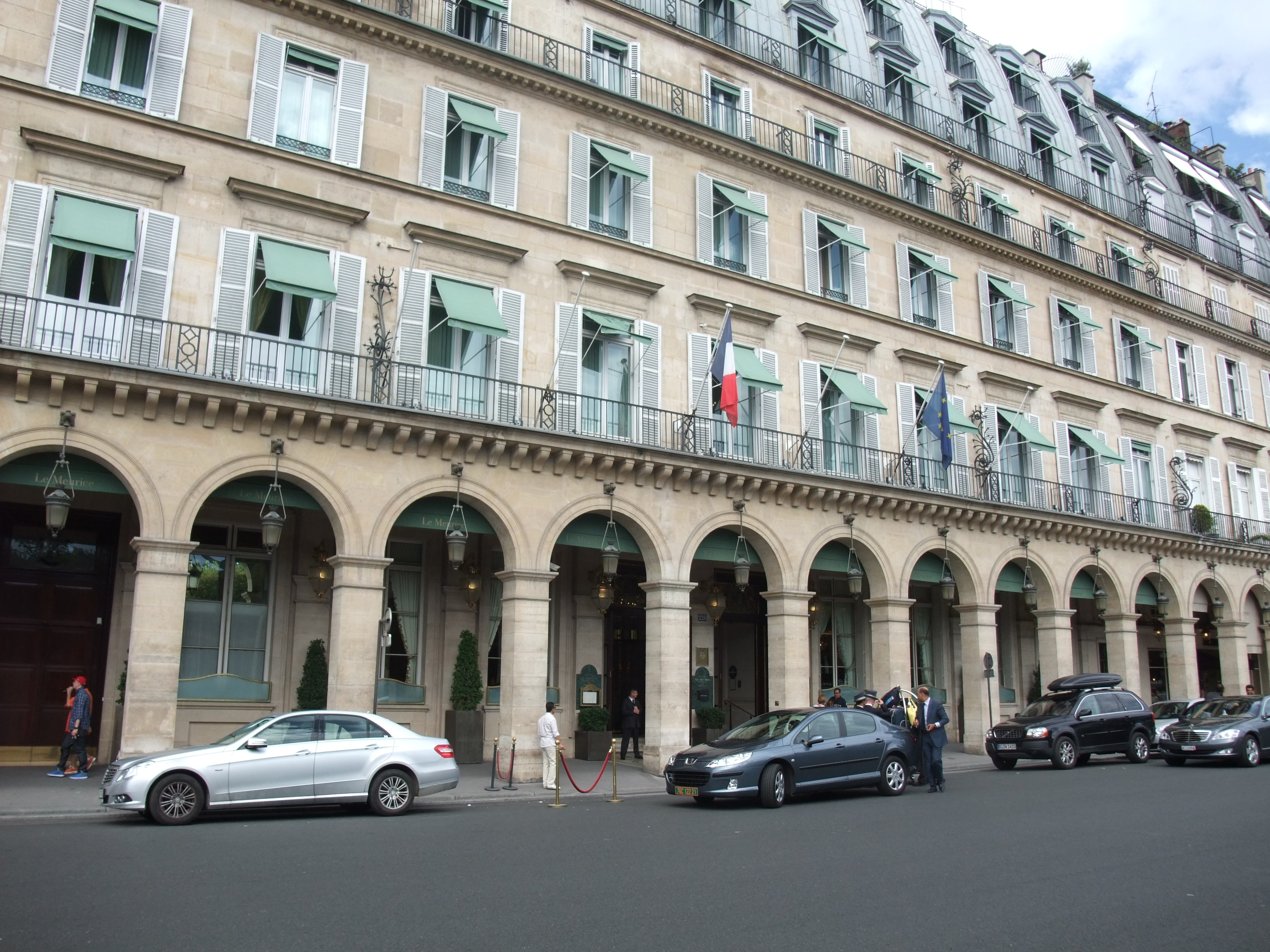

莫里斯酒店（法語：Hôtel Meurice）是法國首都巴黎第1區的一座五星級酒店，位於杜樂麗花園的對面，協和廣場和盧浮宮之間。酒店始建於1771年，在1815年開業。酒店擁有超過400名員工和160個房間。這裡在納粹德國佔領的時期曾是巴黎軍政長官的總部。

## 外部連結
- Official web site

48°51′54.56″N 02°19′40.74″E / 48.8651556°N 2.3279833°E